# Vliegbasis Kretsjevitsy
Kretsjevitsy (Russisch: Кречевицы) is een vliegbasis in Rusland op 11 kilometer ten noordoosten van de stad Veliki Novgorod en direct ten westen van het gelijknamige dorp Kretsjevitsy.
De luchtmachtbasis telt 30 standplaatsen in een taxibaanpatroon, die geschikt zijn voor zware transportvliegtuigen. Bij de basis is het 110e Militair Transportluchtvaartregiment van het 61e Luchtleger gelegerd, die vliegt met Iljoesjin Il-76-vliegtuigen.
Momenteel wordt er gebouwd aan een internationale luchthaven voor passagierstransport.